# Чибірка
Чибі́рка (рос. Чибирка) — річка в Удмуртії (Селтинський район), Росія, ліва притока Арлеті.
Річка починається з невеликого озерця на південній околиці присілку Квашур. Тече на південний схід, нижня течія спрямована на південь. Впадає до Арлеті нижче присілку Чашкагурт. Приймає декілька приток.
Над річкою розташований присілок Великий Чибір, де збудовано автомобільний міст.
| Річка | Це незавершена стаття про річку. Ви можете допомогти проєкту, виправивши або дописавши її. |